# Grand Prix de la ville de Zottegem 2014
La 79e édition du Grand Prix de la ville de Zottegem a eu lieu le 19 août 2014. La course fait partie du calendrier UCI Europe Tour 2014 en catégorie 1.1.

## Présentation

### Équipes
Classé en catégorie 1.1 de l'UCI Europe Tour, le Grand Prix de la ville de Zottegem est par conséquent ouvert aux UCI ProTeams dans la limite de 50 % des équipes participantes, aux équipes continentales professionnelles, aux équipes continentales et aux équipes nationales.
Vingt-deux équipes participent à ce Grand Prix de la ville de Zottegem - une ProTeam, deux équipes continentales professionnelles et dix-neuf équipes continentales :
| UCI ProTeam     | UCI ProTeam | UCI ProTeam |
| Nom de l'équipe | Pays        | Code        |
| --------------- | ----------- | ----------- |
| Lotto-Belisol   | Belgique    | LTB         |

| Équipes continentales professionnelles | Équipes continentales professionnelles | Équipes continentales professionnelles |
| Nom de l'équipe                        | Pays                                   | Code                                   |
| -------------------------------------- | -------------------------------------- | -------------------------------------- |
| Topsport Vlaanderen-Baloise            | Belgique                               | TSV                                    |
| Wanty-Groupe Gobert                    | Belgique                               | WGG                                    |

| Équipes continentales                     | Équipes continentales | Équipes continentales |
| Nom de l'équipe                           | Pays                  | Code                  |
| ----------------------------------------- | --------------------- | --------------------- |
| 3M                                        | Belgique              | MMM                   |
| An Post-ChainReaction                     | Irlande               | SKT                   |
| Astellas                                  | États-Unis            | ACT                   |
| Cibel                                     | Belgique              | CIB                   |
| Color Code-Biowanze                       | Belgique              | CCB                   |
| De Rijke                                  | Pays-Bas              | RIJ                   |
| Differdange-Losch                         | Luxembourg            | CCD                   |
| Jo Piels                                  | Pays-Bas              | CJP                   |
| Josan-To Win                              | Belgique              | JTW                   |
| Koga                                      | Pays-Bas              | KOG                   |
| Kwadro-Stannah                            | Belgique              | KWS                   |
| Leopard Development                       | Luxembourg            | LDT                   |
| Metec-TKH Continental                     | Pays-Bas              | MET                   |
| Rabobank Development                      | Pays-Bas              | RDT                   |
| T.Palm-Pôle Continental Wallon            | Belgique              | PCW                   |
| Vastgoedservice-Golden Palace Continental | Belgique              | VGS                   |
| Veranclassic-Doltcini                     | Belgique              | VER                   |
| Verandas Willems                          | Belgique              | WIL                   |
| Wallonie-Bruxelles                        | Belgique              | WBC                   |

## Classement final

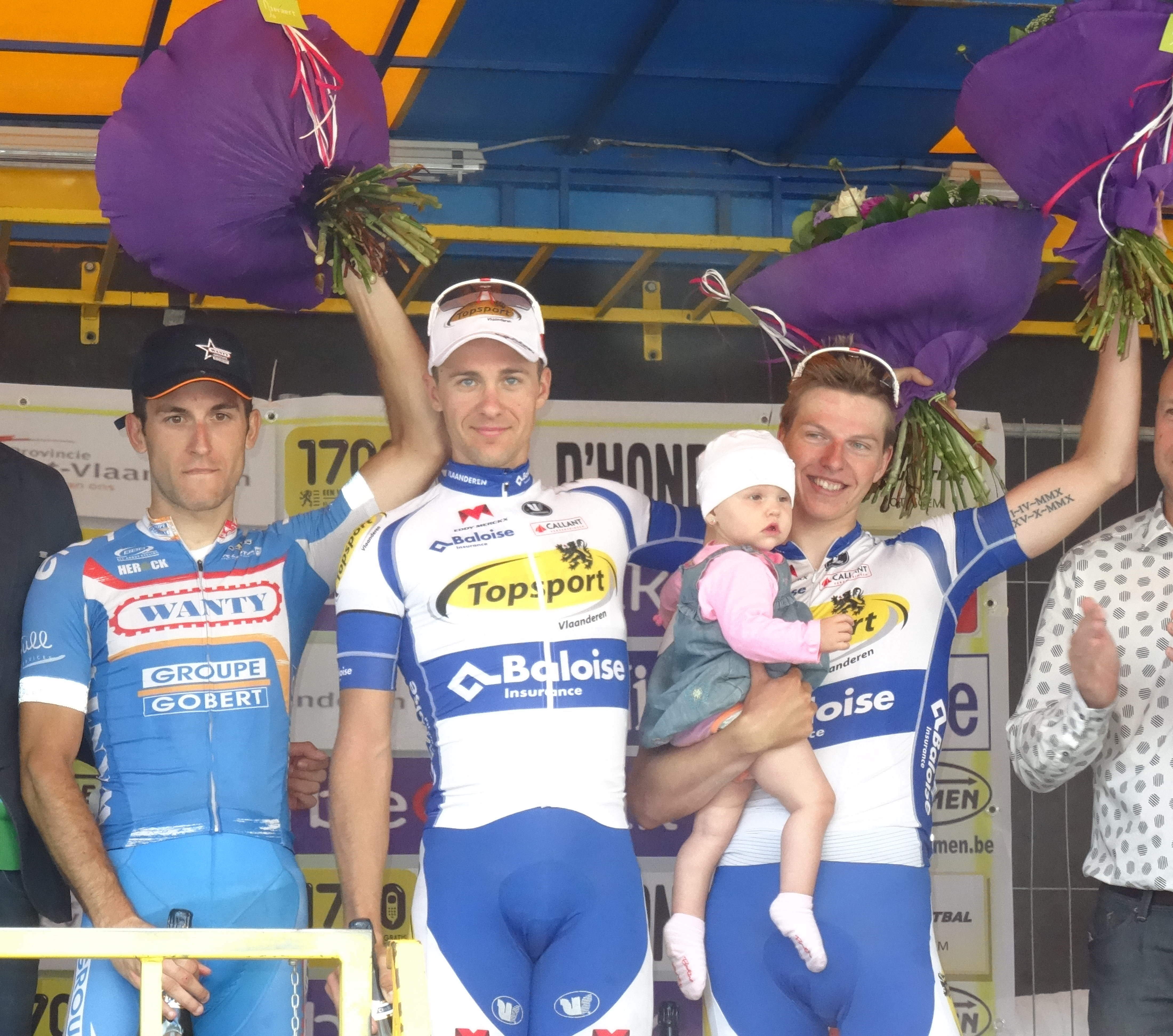
Tim De Troyer (2e), Edward Theuns (1er) et Zico Waeytens (3e).

,.
|    | Coureur            | Pays     | Équipe                      |    | Temps           |
| -- | ------------------ | -------- | --------------------------- | -- | --------------- |
| 1  | Edward Theuns      | Belgique | Topsport Vlaanderen-Baloise | en | 4 h 16 min 14 s |
| 2  | Tim De Troyer      | Belgique | Wanty-Groupe Gobert         | +  | 0 s             |
| 3  | Zico Waeytens      | Belgique | Topsport Vlaanderen-Baloise |    | 7 s             |
| 4  | Tiesj Benoot       | Belgique | Lotto-Belisol               |    | 15 s            |
| 5  | Jasper De Buyst    | Belgique | Topsport Vlaanderen-Baloise |    | 15 s            |
| 6  | Huub Duyn          | Pays-Bas | De Rijke                    |    | 15 s            |
| 7  | Jesper Asselman    | Pays-Bas | Metec-TKH Continental       |    | 15 s            |
| 8  | Ludwig De Winter   | Belgique | Color Code-Biowanze         |    | 15 s            |
| 9  | Frederik Veuchelen | Belgique | Wanty-Groupe Gobert         |    | 15 s            |
| 10 | Twan Castelijns    | Pays-Bas | Koga                        |    | 19 s            |

## Liste des participants
- Liste de départ complète

| Légende | Légende                                                                          | Légende | Légende                                                    |
| ------- | -------------------------------------------------------------------------------- | ------- | ---------------------------------------------------------- |
| Num     | Dossard de départ porté par le coureur sur ce Grand Prix de la ville de Zottegem | Pos     | Position à l'arrivée de la course                          |
|         | Indique un maillot de champion national ou mondial, suivi de sa spécialité       | NP      | Indique un coureur qui n'a pas pris le départ de la course |
| AB      | Indique un coureur qui n'a pas terminé la course                                 | HD      | Indique un coureur qui a terminé la course hors des délais |

| Lotto-Belisol LTB | Lotto-Belisol LTB         | Lotto-Belisol LTB |
| ----------------- | ------------------------- | ----------------- |
| Num               | Coureur                   | Pos               |
| 1                 | Tiesj Benoot (BEL)        | 4e                |
| 2                 | Sean De Bie (BEL)         | 11e               |
| 3                 | Kenny Dehaes (BEL)        | 119e              |
| 4                 | Oliver Naesen (BEL)       | 18e               |
| 5                 | Boris Vallée (BEL)        | 25e               |
| 6                 | Tosh Van der Sande (BEL)  | 126e              |
| 7                 | Dennis Vanendert (BEL)    | 77e               |
| 8                 | Jonas Van Genechten (BEL) | 15e               |

| Topsport Vlaanderen-Baloise TSV | Topsport Vlaanderen-Baloise TSV | Topsport Vlaanderen-Baloise TSV |
| ------------------------------- | ------------------------------- | ------------------------------- |
| Num                             | Coureur                         | Pos                             |
| 11                              | Jasper De Buyst (BEL)           | 5e                              |
| 12                              | Kenny De Ketele (BEL)           | 100e                            |
| 13                              | Michael Van Staeyen (BEL)       | 19e                             |
| 14                              | Yves Lampaert (BEL)             | AB                              |
| 15                              | Edward Theuns (BEL)             | 1er                             |
| 16                              | Tom Van Asbroeck (BEL)          | 30e                             |
| 17                              | Pieter Vanspeybrouck (BEL)      | 82e                             |
| 18                              | Zico Waeytens (BEL)             | 3e                              |

| Wanty-Groupe Gobert WGG | Wanty-Groupe Gobert WGG  | Wanty-Groupe Gobert WGG |
| ----------------------- | ------------------------ | ----------------------- |
| Num                     | Coureur                  | Pos                     |
| 21                      | Tim De Troyer (BEL)      | 2e                      |
| 22                      | Alexander Maes (BEL)     | AB                      |
| 23                      | Jempy Drucker (LUX)      | 14e                     |
| 24                      | Jan Ghyselinck (BEL)     | 109e                    |
| 25                      | Jérôme Gilbert (BEL)     | 57e                     |
| 26                      | Lander Seynaeve (BEL)    | 66e                     |
| 27                      | Frederik Veuchelen (BEL) | 9e                      |
| 28                      | Kévin Van Melsen (BEL)   | 58e                     |

| An Post-ChainReaction SKT | An Post-ChainReaction SKT | An Post-ChainReaction SKT |
| ------------------------- | ------------------------- | ------------------------- |
| Num                       | Coureur                   | Pos                       |
| 31                        | Shane Archbold (NZL)      | 121e                      |
| 32                        | Sean Downey (IRL)         | 95e                       |
| 33                        | Aaron Gate (NZL)          | 23e                       |
| 34                        | Conor Dunne (IRL)         | 105e                      |
| 35                        | Robert-Jon McCarthy (AUS) | AB                        |
| 36                        | Ryan Mullen (IRL) (Route) | 84e                       |
| 37                        | Glenn O'Shea (IRL)        | AB                        |
| 38                        | Jack Wilson (IRL)         | 47e                       |

| Astellas ACT | Astellas ACT         | Astellas ACT |
| ------------ | -------------------- | ------------ |
| Num          | Coureur              | Pos          |
| 41           | Cortlan Brown (USA)  | AB           |
| 42           |                      |              |
| 43           | Brecht Dhaene (BEL)  | 81e          |
| 44           | Matthew Green (GBR)  | AB           |
| 45           | Max Korus (USA)      | 123e         |
| 46           | Clay Murfet (AUS)    | 89e          |
| 47           | Michael Pincus (USA) | AB           |
| 48           | Chris Uberti (USA)   | 124e         |

| Cibel CIB | Cibel CIB                     | Cibel CIB |
| --------- | ----------------------------- | --------- |
| Num       | Coureur                       | Pos       |
| 51        |                               |           |
| 52        | Bjorn De Decker (BEL)         | AB        |
| 53        | Thomas Gibbons (USA)          | AB        |
| 54        | Kenny Goossens (BEL)          | 50e       |
| 55        | Thomas Ongena (BEL)           | 67e       |
| 56        |                               |           |
| 57        | Matthias Van Holderbeke (BEL) | 64e       |
| 58        | Jori Van Steenberghen (BEL)   | 46e       |

| Color Code-Biowanze CCB | Color Code-Biowanze CCB | Color Code-Biowanze CCB |
| ----------------------- | ----------------------- | ----------------------- |
| Num                     | Coureur                 | Pos                     |
| 61                      | Ludwig De Winter (BEL)  | 8e                      |
| 62                      | Thomas Deruette (BEL)   | 106e                    |
| 63                      | Romain Hubert (BEL)     | AB                      |
| 64                      | Jérôme Kerf (BEL)       | AB                      |
| 65                      | Maximilien Picoux (BEL) | 44e                     |
| 66                      | Gaëtan Pons (BEL)       | 29e                     |
| 67                      | Ludovic Robeet (BEL)    | 74e                     |
| 68                      | Antoine Warnier (BEL)   | AB                      |

| De Rijke RIJ | De Rijke RIJ             | De Rijke RIJ |
| ------------ | ------------------------ | ------------ |
| Num          | Coureur                  | Pos          |
| 71           | Huub Duyn (NED)          | 6e           |
| 72           | Dex Groen (NED)          | 62e          |
| 73           | Ike Groen (NED)          | 99e          |
| 74           | Dylan Groenewegen (NED)  | 55e          |
| 75           | Yoeri Havik (NED)        | 88e          |
| 76           | Kobus Hereijgers (NED)   | 53e          |
| 77           | Ronan van Zandbeek (NED) | 68e          |
| 78           | Coen Vermeltfoort (NED)  | 16e          |

| Jo Piels CJP | Jo Piels CJP               | Jo Piels CJP |
| ------------ | -------------------------- | ------------ |
| Num          | Coureur                    | Pos          |
| 81           | Twan Brusselman (NED)      | 22e          |
| 82           | Maurits Lammertink (NED)   | 28e          |
| 83           | Elmar Reinders (NED)       | 117e         |
| 84           | Sjors Roosen (NED)         | 35e          |
| 85           | Geert van der Weijst (NED) | 21e          |
| 86           | Patrick van Leeuwen (NED)  | 97e          |
| 87           | Joey van Rhee (NED)        | 61e          |
| 88           | Tom Vermeer (NED)          | 12e          |

| Josan-To Win JTW | Josan-To Win JTW       | Josan-To Win JTW |
| ---------------- | ---------------------- | ---------------- |
| Num              | Coureur                | Pos              |
| 91               | Jonathan Breyne (BEL)  | 112e             |
| 92               | Dries De Bondt (BEL)   | 31e              |
| 93               | Angelo De Clercq (BEL) | AB               |
| 94               | Niels De Rooze (BEL)   | 27e              |
| 95               | Dirk Finders (BEL)     | 51e              |
| 96               | Lars Haverals (BEL)    | AB               |
| 97               | Fabio Polazzi (BEL)    | 41e              |
| 98               | Benjamin Verraes (BEL) | 104e             |

| Koga KOG | Koga KOG               | Koga KOG |
| -------- | ---------------------- | -------- |
| Num      | Coureur                | Pos      |
| 101      | Umberto Atzori (NED)   | 65e      |
| 102      | Melvin Boskamp (NED)   | 122e     |
| 103      | Twan Castelijns (NED)  | 10e      |
| 104      | Robin Chaigneau (NED)  | 108e     |
| 105      | Robbert De Greef (NED) | 73e      |
| 106      | Wouter Haan (NED)      | AB       |
| 107      | Adrie Lindeman (NED)   | 98e      |
| 108      | Adrie Lindeman (NED)   | AB       |

| Kwadro-Stannah KWS | Kwadro-Stannah KWS   | Kwadro-Stannah KWS |
| ------------------ | -------------------- | ------------------ |
| Num                | Coureur              | Pos                |
| 111                | Martin Bína (CZE)    | 93e                |
| 112                |                      |                    |
| 113                | Marcel Meisen (GER)  | AB                 |
| 114                | Diether Sweeck (BEL) | AB                 |
| 115                | Hendrik Sweeck (BEL) | AB                 |
| 116                | Laurens Sweeck (BEL) | 34e                |
| 117                |                      |                    |
| 118                |                      |                    |

| Leopard Development LDT | Leopard Development LDT | Leopard Development LDT |
| ----------------------- | ----------------------- | ----------------------- |
| Num                     | Coureur                 | Pos                     |
| 121                     | Piero Baffi (GER)       | 128e                    |
| 122                     | Dennis Coenen (BEL)     | 33e                     |
| 123                     | Kevin Feiereisen (LUX)  | 59e                     |
| 124                     | Massimo Morabito (LUX)  | AB                      |
| 125                     | Matthias Plarre (GER)   | AB                      |
| 126                     | Pit Schlechter (LUX)    | 120e                    |
| 127                     | Tom Thill (LUX)         | 32e                     |
| 128                     | Luc Turchi (LUX)        | AB                      |

| Metec-TKH Continental MET | Metec-TKH Continental MET | Metec-TKH Continental MET |
| ------------------------- | ------------------------- | ------------------------- |
| Num                       | Coureur                   | Pos                       |
| 131                       | Jesper Asselman (NED)     | 7e                        |
| 132                       | Dennis Bakker (NED)       | 56e                       |
| 133                       | Bram de Kort (NED)        | AB                        |
| 134                       | Tijmen Eising (NED)       | 75e                       |
| 135                       | Jarno Gmelich (NED)       | 36e                       |
| 136                       | Dries Hollanders (BEL)    | 96e                       |
| 137                       | Sjoerd van Ginneken (NED) | 87e                       |
| 138                       | Brian van Goethem (NED)   | 94e                       |

| Rabobank Development RDT | Rabobank Development RDT | Rabobank Development RDT |
| ------------------------ | ------------------------ | ------------------------ |
| Num                      | Coureur                  | Pos                      |
| 141                      | Cees Bol (NED)           | 110e                     |
| 142                      | Floris Gerts (NED)       | 13e                      |
| 143                      | Stan Godrie (NED)        | 37e                      |
| 144                      | Piotr Havik (NED)        | 63e                      |
| 145                      | André Looij (NED)        | 20e                      |
| 146                      | Jeroen Meijers (NED)     | 102e                     |
| 147                      | Ricardo van Dongen (NED) | 85e                      |
| 148                      | Maarten van Trijp (NED)  | 38e                      |

| Start-Trigon STF | Start-Trigon STF                  | Start-Trigon STF |
| ---------------- | --------------------------------- | ---------------- |
| Num              | Coureur                           | Pos              |
| 151              | Ulises Castillo (MEX)             | 71e              |
| 152              | Carlos Henrique Dos Santos (BRA)  | AB               |
| 153              | Gustavo Miño (PAR)                | AB               |
| 154              | Travis Samuel (CAN)               | AB               |
| 155              | Johnatan Fernando Sarmiento (COL) | AB               |
| 156              |                                   |                  |
| 157              |                                   |                  |
| 158              |                                   |                  |

| T.Palm-Pôle Continental Wallon PCW | T.Palm-Pôle Continental Wallon PCW | T.Palm-Pôle Continental Wallon PCW |
| ---------------------------------- | ---------------------------------- | ---------------------------------- |
| Num                                | Coureur                            | Pos                                |
| 161                                | Thomas Armstrong (GBR)             | 129e                               |
| 162                                | Jonathan Baratto (BEL)             | 60e                                |
| 163                                | Guillaume Haag (BEL)               | 40e                                |
| 164                                | Tom Vessey (NZL)                   | 92e                                |
| 165                                | Glenn Van De Maele (BEL)           | 113e                               |
| 166                                | Ian Vansumere (BEL)                | AB                                 |
| 167                                |                                    |                                    |
| 168                                | Andrew Ydens (BEL)                 | 39e                                |

| Differdange-Losch CCD | Differdange-Losch CCD      | Differdange-Losch CCD |
| --------------------- | -------------------------- | --------------------- |
| Num                   | Coureur                    | Pos                   |
| 171                   | Johan Coenen (BEL)         | 83e                   |
| 172                   | Jānis Dakteris (LAT)       | 116e                  |
| 173                   | Sebastiano Frassetto (ITA) | AB                    |
| 174                   | Sven Fritsch (LUX)         | AB                    |
| 175                   |                            |                       |
| 176                   | Christian Helmig (LUX)     | AB                    |
| 177                   |                            |                       |
| 178                   | Kevin Suarez (BEL)         | 131e                  |

| 3M MMM | 3M MMM                    | 3M MMM |
| ------ | ------------------------- | ------ |
| Num    | Coureur                   | Pos    |
| 181    | Tom Devriendt (BEL)       | AB     |
| 182    | Gerry Druyts (BEL)        | 26e    |
| 183    | Joren Segers (BEL)        | 130e   |
| 184    | Egidijus Juodvalkis (LTU) | AB     |
| 185    |                           |        |
| 186    | Tim Vanspeybroeck (BEL)   | 42e    |
| 187    | Melvin van Zijl (NED)     | AB     |
| 188    |                           |        |

| Vastgoedservice-Golden Palace Continental VGS | Vastgoedservice-Golden Palace Continental VGS | Vastgoedservice-Golden Palace Continental VGS |
| --------------------------------------------- | --------------------------------------------- | --------------------------------------------- |
| Num                                           | Coureur                                       | Pos                                           |
| 191                                           | Nick Wynants (BEL)                            | AB                                            |
| 192                                           | Sander Cordeel (BEL)                          | 48e                                           |
| 193                                           | Kevin Hulsmans (BEL)                          | 78e                                           |
| 194                                           | Sam Lennertz (BEL)                            | 76e                                           |
| 195                                           | Kevin Peeters (BEL)                           | 54e                                           |
| 196                                           | Rob Ruijgh (NED)                              | AB                                            |
| 197                                           | Titte Van Laer (BEL)                          | AB                                            |
| 198                                           | Alphonse Vermote (BEL)                        | AB                                            |

| Veranclassic-Doltcini VER | Veranclassic-Doltcini VER | Veranclassic-Doltcini VER |
| ------------------------- | ------------------------- | ------------------------- |
| Num                       | Coureur                   | Pos                       |
| 201                       | Giorgio Brambilla (ITA)   | 125e                      |
| 202                       | Gorik Gardeyn (BEL)       | 91e                       |
| 203                       | Wouter Mol (NED)          | 49e                       |
| 204                       | Rick Ottema (NED)         | 103e                      |
| 205                       | Bob Schoonbroodt (NED)    | 52e                       |
| 206                       | Alessandro Soenens (BEL)  | 101e                      |
| 207                       | Joeri Stallaert (BEL)     | 86e                       |
| 208                       | Kevin Verwaest (BEL)      | 69e                       |

| Verandas Willems WIL | Verandas Willems WIL    | Verandas Willems WIL |
| -------------------- | ----------------------- | -------------------- |
| Num                  | Coureur                 | Pos                  |
| 211                  | Gaëtan Bille (BEL)      | 115e                 |
| 212                  | Jérémy Burton (BEL)     | 111e                 |
| 213                  | Niels Vandyck (BEL)     | 132e                 |
| 214                  | Jelle Mannaerts (BEL)   | 70e                  |
| 215                  | Olivier Pardini (BEL)   | 118e                 |
| 216                  | Floris Smeyers (BEL)    | 90e                  |
| 217                  | Nicolas Vereecken (BEL) | 24e                  |
| 218                  | Willem Wauters (BEL)    | 43e                  |

| Wallonie-Bruxelles WBC | Wallonie-Bruxelles WBC  | Wallonie-Bruxelles WBC |
| ---------------------- | ----------------------- | ---------------------- |
| Num                    | Coureur                 | Pos                    |
| 221                    | Frédéric Amorison (BEL) | 80e                    |
| 222                    | Quentin Bertholet (BEL) | 79e                    |
| 223                    | Olivier Chevalier (BEL) | 107e                   |
| 224                    | Antoine Demoitié (BEL)  | 17e                    |
| 225                    | Jonathan Dufrasne (BEL) | 72e                    |
| 226                    | Loïc Pestiaux (BEL)     | 127e                   |
| 227                    | Julien Stassen (BEL)    | 114e                   |
| 228                    | Robin Stenuit (BEL)     | 45e                    |